# Jaime Garnelo Fillol
Jaime Garnelo Fillol (Énguera, 1870 - València, 1899) fou un pintor valencià que tractà temes costumbristes.
Jaime Garnelo prové d'una família d'artistes, és nebot de José Ramón Garnelo Gonzálvez metge, literat i pintor. Estudià a l'Escola de Belles Arts de Sant Carles de València. Participà en nombroses exposicions i certamens artístics. Obtingué segones medalles en les Exposicions Nacionals de Belles Arts de 1895 i 1897 amb dues pintures titulades Amigos inseparables i ¿Ves, si no hace nada?